# Khalid Ibrahim Jouma
Khalid Ibrahim Jouma, född 25 december 1962, är en friidrottare från Bahrain. Han deltog vid olympiska sommarspelen 1988 och olympiska sommarspelen 1992.